# Пашківський (струмок)
Пашківський, Пашковецький  — струмок (річка) в Україні у Воловецькому районі Закарпатської області. Права притока річки Жденівки (басейн Дунаю).

## Опис
Довжина струмка приблизно 4,94 км, найкоротша відстань між витоком і гирлом — 4,48  км, коефіцієнт звивистості річки — 1,10 . Формується багатьма гірськими струмками.

## Розташування
Бере початок на північно-східній схилах гори Білий Камінь (1062,4 м) в урочищі Прелука. Тече переважно на північний схід через буковий ліс і у селі Пашківці впадає у річку Жденівку, праву притоку річки Латориці.

## Цікаві факти
- У селі Пашківці біля гирла струмок перетинає автошлях Т 0722[2].